# Valle de las Palmas (Tecate)
Valle de las Palmas es una localidad del estado mexicano de Baja California. Es parte del municipio de Tecate.

## Demografía
| Gráfica de evolución demográfica |
|                                  |

| Censo | Población |
| ----- | --------- |
| 1900  | 14        |
| 1910  | 8         |
| 1921  | 138       |
| 1930  | 50        |
| 1940  | 177       |
| 1950  | 287       |
| 1960  | 425       |
| 1970  | 493       |
| 1980  | 1 060     |
| 1990  | 1 511     |
| 2000  | 1 926     |
| 2010  | 1 860     |
| 2020  | 1 685     |